# فرانسيسكو بوايس
فرانسيسكو د. بوايس معروف بلقب «تركي»، وهو ملازم ومساعد في حرب العصابات للنائب. Wenceslao Vinzons في تشكيل أول مجموعة حرب عصابات لمقاومة الاحتلال الياباني للفلبين عند اندلاع الحرب العالمية الثانية. تأسست مجموعة حرب العصابات هذه في 18 ديسمبر 1941 في لانيتون، باسود، كامارينس نورتي. الاسم الرسمي الذي تم حمله هو "Vinzons Abian's Guerilla، USAFFE Camarines Norte Station."

## حياته
تركو هو الابن الأكبر لإسماعيل عياش، وهو سوري كان أجداده من اليسوعيين، الذين ذهبوا إلى الفلبين مع اثنين من أبناء عمومتهم من رجال الأعمال ولقبهم إبراهيم وبشارة. كانت والدته مستيزو إسباني أجابيتا جيمينيز دامز دايت.
عندما استولى اليابانيون على النائب وقتلوه. من ناحية أخرى، شكل فينزونز مجموعة مكونة في الغالب من أعضاء سابقين في المجموعة الأولى بقيادة فرانسيسكو «توركو» بوايس، وتسمى أيضًا WG VINZONS TRAVELING GUERRILLA من الفلبين. تسمى هذه المجموعة «السفر Vinzons Guerillas».
أصبح بوايس عمدة Daet ، Camarines Norte -46) بعد الحرب العالمية الثانية.

## اقرأ أيضا
- الحرب العالمية الثانية
- الشتات السوري